# Baiwanzhuang
Bǎiwànzhuāng (百万庄) ist ein Wohnviertel in Běijīng (Volksrepublik China), das 1953 errichtet wurde. Es handelte sich um ein Vorzeigeprojekt des chinesischen Städtebaus der 1950er Jahre und war eines der ersten Wohnviertel in China, die nach einem Gesamtplan errichtet wurden. Trotz seines Modellcharakters blieb Bǎiwànzhuāng in Peking einzigartig.

## Konzeption
Bǎiwànzhuāng wurde in achsensymmetrischer dreigeschossiger Blockrandbebauung mit Hofbauten um eine zentrale Grünfläche mit Kinderkrippen, einer Grundschule und Geschäften errichtet, nach dem Konzept eines sowjetischen »Superblocks«.

## Lage
Bǎiwànzhuāng befand sich bei seiner Errichtung außerhalb der Stadt(mauern). Das Viertel liegt im Bezirk Weststadt (西城区). Unmittelbar südlich der Anlage befindet sich das Fremdsprachenamt Chinas, in nächster Nähe der Messepalast Běijīng – ein weiteres Vorzeigeprojekt der 1950er Jahre – und das Diplomatische Institut (外交学院, China Foreign Affairs University). Heute liegt Bǎiwànzhuāng in einem dicht verbauten Gebiet zwischen der Zweiten und Dritten Ringstraße.

## Bedeutung
Bǎiwànzhuāng wurde 1953 weitgehend nach den Vorgaben des neuen chinesischen Städte- und Wohnbaus errichtet, der von der Regierung in Zusammenarbeit mit sowjetischen Spezialisten erarbeitet worden war. Das Viertel war für 10.000 Einwohner projektiert worden. 1965 lebten 7846 Menschen in der Anlage. Die Gebäude und Verkehrswege waren streng symmetrisch um einen zentralen Platz angeordnet. Schon aufgrund der Entfernung vom Stadtzentrum und der fehlenden Anbindung an andere Wohngebiete durch den öffentlichen Verkehr war es notwendig, das Viertel mit Versorgungseinrichtungen und Infrastruktur auszustatten.
Lǐ Hóngduó (李宏铎), ein Mitarbeiter des Büros für Stadtverwaltungsplanund Běijīng (北京城市规划管理局) kam in einem Bericht aus dem Jahr 1956 zu dem Schluss, dass die vollständige Versorgung der Einwohner in derart »isolierten Einheiten« (孤立的整体) im Stadtgebiet nicht gelungen sei:
[O]bwohl man einige wichtige Bereiche wie den Grundschul- und Kindergartenbesuch oder die Lebensmittelversorgung durch den zusätzlichen Bau von öffentlichen Gebäuden in der Siedlung abdecken kann, sind die Lebensbedürfnisse dennoch so komplex, daß es faktisch unmöglich ist, innerhalb einer (einzigen) Siedlung alle Probleme zu lösen.
Lǐ  bemängelt auch, dass die Wohnhäuser so dicht gedrängt stünden, dass für viele Wohnungen die Licht- und Lärmverhältnisse ungünstig seien.
Die Blockbauweise (周边式街坊), die in Bǎiwànzhuāng ihren Ausdruck fand, wurde auch im chinesischen Städtebau bald wieder von der herkömmlichen Zeilenbauweise (行列式街坊) abgelöst.